# Cinkansé (Burkina Faso)
Cinkansé est une commune située dans le département du Yargatenga de la province de Koulpélogo dans la région du Centre-Est au Burkina Faso.

## Géographie
Cinkansé constitue l'une des principales villes à la frontière avec le Togo avec une portion de la ville homonyme située dans la partie togolaise. La commune est traversée par la route nationale 16, qui devient la route nationale 1 togolaise.

## Santé et éducation
Cinjansé accueille un centre de santé et de promotion sociale (CSPS).